# Displeased Records
Displeased Records ist ein niederländisches Independent-Label mit Sitz in Zaandam. Neben der Tätigkeit als Musiklabel ist Displeased Records Distributor für verschiedene Independent-Label für die Benelux-Staaten und betreibt unter der Bezeichnung Dis-Order einen Versandhandel. Das Label wurde 1993 gegründet und nahm zunächst hauptsächlich unbekannte Bands unter Vertrag; bis zum Ende des Jahrzehnts nahm es auch bekanntere Gruppen auf. Bei Verträgen mit neuen Bands werden nur solche ausgewählt, die das Label selbst kontaktiert, unaufgefordert zugesandte Demoaufnahmen werden nicht verwendet. Neben der Veröffentlichung neuer Alben hat sich das Label auf die Wiederveröffentlichung von Alben bekannter Metal-Bands aus den 1980er und 1990er Jahren spezialisiert.

## Veröffentlichungen (Auswahl)
- 1995: Celestial Season – Solar Lovers
- 1996: Infernäl Mäjesty – None Shall Defy (Wiederveröffentlichung)
- 1997: Cryptopsy – Blasphemy Made Flesh (Wiederveröffentlichung)
- 1998: Månegarm – Nordstjärnans tidsålder
- 1998: Pestilence – Mallevs Maleficarvm (Wiederveröffentlichung mit den ersten beiden Demos)
- 2003: Maniac Butcher – Live in Germany
- 2003: Borknagar – Borknagar (Wiederveröffentlichung)
- 2004: Necrophagia – Goblins Be Thine (12"-EP)
- 2006: Striborg – Embittered Darkness / Isle de morts (Kompilation)
- 2006: Agathocles – Mincer
- 2007: Vinterriket – Lichtschleier
- 2007: Sadus – Illusions (Wiederveröffentlichung)
- 2007: Equimanthorn – Exalted Are the 7 Throne Bearers of Ninnkigal
- 2008: Dying Fetus – Killing on Adrenaline (neu gemastert mit Bonus-DVD)
- 2008: Deathrow – Raging Steel (neu gemastert mit Demo als Bonus)
- 2009: Sacred Reich – The American Way (neu gemastert mit Bonustiteln und Musikvideo)
- 2009: Master – Collection of Souls (neu gemastert mit Bonustiteln)
- 2009: Acheron – The Final Conflict: Last Days of God
- 2009: Monumentum – In Absentia Christi (neu gemastert mit Bonustitel)
- 2010: Hades – The Dawn of the Dying Sun (Wiederveröffentlichung mit unveröffentlichtem Bonusmaterial und erstmals gemastert)